# Escut d'Olocau del Rei
L'escut oficial d'Olocau del Rei té el següent blasonament:
| « | Escut quadrilong de punta redona, quarterat en creu. Al primer quarter, en camp d'atzur, un lleó mirant a sinistra d'or. Al segon quarter, d'argent, un anyell de sable. Al tercer quartet, en camp d'or, dos pals de gules. Al quart, en camp de gules, una torre d'or, maçonada i aclarida de sable. Per timbre, una corona reial oberta. | » |

## Història
Resolució del 19 de desembre de 2000, del conseller de Justícia i Administracions Públiques. Publicat en el DOGV núm. 3.921, del 19 de gener de 2001.
Són les armes tradicionals usades per la població, a les quals, a la segona meitat del segle xix, es va afegir el quarter amb l'anyell i que es van ordenar en la forma actual. El castell i la vila d'Olocau van pertànyer a la vila reial de Morella.